# 安德烈·库尔科夫
安德烈·尤里約維奇·库尔科夫（羅馬化：Andrii Yuriiovych Kurkov；1961年4月23日—），又譯安德烈·尤里耶維奇·克考夫，烏克蘭小說家和思想家，在2022年俄羅斯入侵烏克蘭前他用俄语寫作。作品包含《企鵝的憂鬱》，9本兒童書籍以及約20部紀錄片、小說與電視劇劇本等。库尔科夫的作品已經翻譯成英語、日語、法語、德語、義大利語、中文、瑞典語和希伯來語在內的37種語言，並在65個國家出版。库尔科夫的著作充滿黑色幽默、後蘇聯現實和超現實主義元素。

## 生平
庫爾科夫的父親為試飛員，母親則為醫生。在2歲時，全家搬到了基輔。在7歲時，庫爾科夫養的三隻倉鼠過世了。他當時給剩下的倉鼠寫詩，描寫其寂寞的心境。從此開始寫作生涯。據說，他也曾經蘇聯教育下，寫下紀念列寧的詩。
1983年，库尔科夫從基輔外國語學院畢業，成為日語翻譯人員。兵役方面，庫爾科夫被分發至KGB。但後來，他設法改分發到憲兵，因此在服役期間更為自由。之後被分發至敖德薩的監獄。 在這期間，也寫了一些兒童文學。
庫爾科夫的第一部小說是在蘇聯解體兩週前出版的，在當時的社會和政治動盪中，他向朋友借錢，以自費出版著作，並在街頭巷尾擺攤銷售。
庫爾科夫在後蘇聯時代被譽為最成功的烏克蘭作家，並登上歐洲暢銷書清單。《金融時報》的Sam Leith，稱他在2009年以俄語出版的《The Bickford Fuse》為：「一部介於《天路歷程》、《第22条军规》、《黑暗之心》、與科马克·麦卡锡的《路》之間的作品，並隱約帶有萨缪尔·贝克特影子：這齣荒謬諷刺劇如夢似幻，是由廣闊的俄國土地、和瘋狂的蘇聯意識形態所構成。」《衛報》則稱小說是部「融合了流浪和小說與末世寓言的元素，試圖打破類型成規的作品」庫爾科夫則稱小說為「所有作品中最重要的」。Ian Sansom稱庫爾科夫為嚴肅的作家：「在他對不好笑的地方搞笑時非常認真，他畢生都以認真的眼光，看待不好笑的事情」
2018年，庫爾科夫被選為烏克蘭筆會的主席。
庫爾科夫的小說《Grey Bees》，是透過一個養蜂人的冒險故事，將他國家的衝突戲劇化的故事。其含有「寓言和史詩的元素。」小說由Paul Lequesne譯為法文，名為Les abeilles grises，並贏得2022年美第奇奖。由Boris Dralyuk翻譯的英文版，也贏得國家書評家協會舉辦的首屆Gregg Barrios翻譯獎。
庫爾科夫之後出版偵探小說系列「The Kyiv Mysteries」。首部小說為2024年的《The Silver Bone》、2025年將出版第二部小說《The Stolen Heart》。庫爾科夫目前在完成第三部小說《The Public Sauna Case》。
库尔科夫和來自英國妻子伊麗莎白住在基輔，育有三個孩子。他在俄羅斯入侵烏克蘭後無家可歸，但持續撰寫戰爭相關內容。库尔科夫身為母語為俄語的雙語人士，在2022年的訪談提到：在烏俄戰爭中烏克蘭的文化與身分認同，非但不會被壓制，烏克蘭作家，尤其是母語為俄語的作家，反而會受到激勵，越來越只用烏克蘭語寫作。

## 著作
| 書名                                  | ISBN                   | 出版年度 |
| ------------------------------------- | ---------------------- | -------- |
| Death and the Penguin                 | ISBN 978-1-86046-945-9 | 2001     |
| Penguin Lost                          | ISBN 9780099461692     | 2005     |
| A Matter of Death and Life            | ISBN 9780099461586     | 2005     |
| The Penguin Novels                    | ISBN 978-0099507062    | 2006     |
| The Case of the General's Thumb       | ISBN 9780099455257     | 2009     |
| The World of Mr Big Forehead          |                        |          |
| The President's Last Love             | ISBN 9780099485049     | 2009     |
| The Good Angel of Death               | ISBN 9780099513490     | 2010     |
| The Milkman in the Night              | ISBN 9781846553981     | 2011     |
| The Gardener from Ochakov             | ISBN 9781846556159     | 2013     |
| Ukraine Diaries: Dispatches from Kiev | ISBN 9781846559471     | 2014     |
| The Bickford Fuse                     | ISBN 9780857055583     | 2016     |

## 外部連結
- ABC National Radio - A recent interview （页面存档备份，存于）
- The Ukrainian Observer: Andrey Kurkov: Ukraine's Literary Success
- Freedom Lecture: Andrey Kurkov @ De Balie, Amsterdam[永久]